# Femmes à la télévision française
Cet article traite des femmes à la télévision française. 
Depuis longtemps, les femmes sont sous représentées à la télévision et cette inégalité est toujours d'actualité. Depuis quelques années[évasif], des études sont faites comme celles du CSA (Conseil supérieur de l'audiovisuel) qui soutient cette cause. 
D’après l’Insee, en 2015, les femmes sont plus nombreuses (34 336 315) que les hommes (32 291 287) en France (Mayotte comprise), et paradoxalement, en 2015 les femmes ne représentaient que 37 % des représentations à la télévision contre 36 % en 2014.
On peut donc noter que la parité hommes-femmes n’est toujours pas respectée. Les femmes sont invitées à intervenir en tant que témoins et les hommes sont conviés en qualité d'expert : seulement 18 % des experts invités dans les médias sont des femmes. On sait[Qui ?] que le salaire des femmes journalistes est 12 % inférieur à celui des hommes en 2014.
Pour arriver au résultat de son baromètre 2015, le CSA a passé au crible plus de 1 600 programmes (JT, fiction, magazines et documentaires) sur 17 chaînes différentes pendant deux semaines (du 20 au 26 avril et du 18 au 24 mai 2015). Le constat est sans appel :
|      | Part de hommes représentés à la TV | Part des femmes représentées à la TV |
| ---- | ---------------------------------- | ------------------------------------ |
| 2015 | 63 %                               | 37 %                                 |

En ce qui concerne la télé-réalité, le CSA a déjà adressé plusieurs avertissements, notamment le 8 juin 2016, la chaine NRJ12, où les émissions Mad mag, et Les anges de la télé-réalité ont été qualifiées de « grande vulgarité » et de « sexisme ». De même, le groupe M6 pour son émission Les Marseillais et NT1 pour Le Bachelor ont été avertis par le CSA
Le nouveau groupe de travail « Droits des femmes », présidé par Sylvie Pierre-Brossolette, a proposé au Conseil Supérieur de l'Audiovisuel (CSA) plusieurs axes de travail pour favoriser une meilleure égalité homme-femme à l’antenne et dans le secteur audiovisuel (créé le 29 janvier).